# Directeur littéraire
Un directeur littéraire est, dans une maison d'édition, celui qui définit la politique éditoriale, est chargé d'évaluer les manuscrits, fournit des services tels que la relecture, la correction et la critique littéraire et contribue à l'élaboration des contrats (conditions, redevances, tirage, date de parution).
Dans la presse, il est un rédacteur en chef d'une revue, d'un magazine ou d'un journal qui traite des thèmes littéraires, en particulier de la critique littéraire.